# Antsiranana
Antsiran̈ana ist eine Stadt im Norden Madagaskars und Hauptstadt (bzw. in frz. Diktion der Hauptort, chef-lieu) der Region Diana. Bis 1975 war der Name der Stadt Diego Suarez, der sich nach wie vor in verschiedenen orthographischen Ausprägungen findet; vor allem die Kurzform Diégo ist heute noch allgemein gebräuchlich.

## Allgemeines

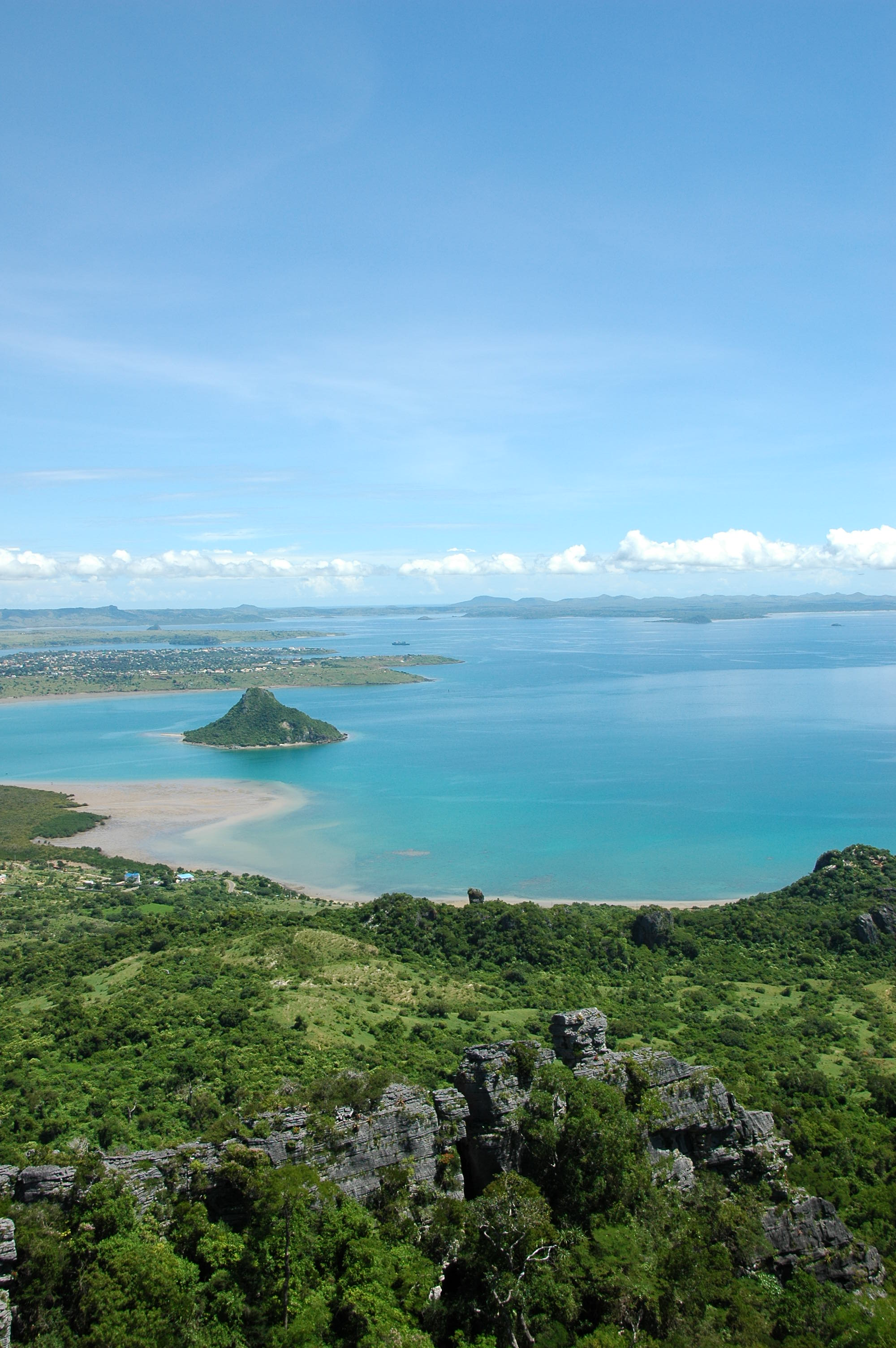
Antsiranana liegt an einer geschützten Bucht des Indischen Ozeans im Norden Madagaskars

Die Stadt hat um die 100.000 Einwohner, je nachdem, ob man nur den Innenstadtdistrikt „Antsiranana I“ oder auch den ländlicher geprägten Distrikt „Antsiranana II“ berücksichtigt. Sie rechnen sich verschiedenen Foko (etwa mit Ethnien wiederzugeben) bzw. Nationen zu: Rund 20 % der Bevölkerung sind Komorer, 15 % Sakalava, 15 % Antanakarana, 10 % Antandroy, 5 % Merina, 15 % Inder und Pakistani, 10 % Chinesen sowie 10 % Jemeniten und Somalis.

## Geschichte

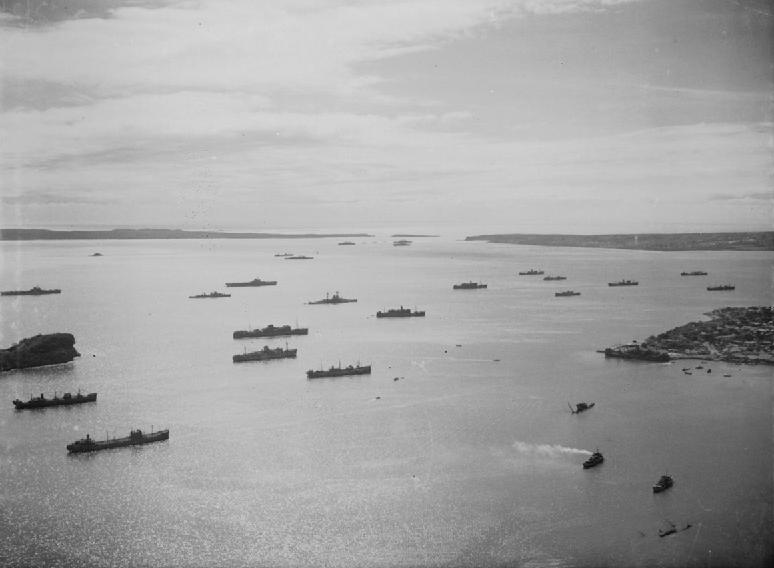
Französische und britische Schiffe nach der britischen Besetzung am 13. Mai 1942 im Hafen von Antsiranana

Der Ort war bis 1975 nach dem portugiesischen Entdecker Diogo Soares benannt, der hier 1543 landete. Nach einer anderen Theorie erhielt er den Namen nach den Seefahrern Diégo Dias und Fernan Soares.
In den 1880er Jahren interessierte sich Frankreich für die Bucht, um hier eine Kohlestation für Dampfschiffe einzurichten. Am 17. Dezember 1885 unterzeichnete Königin Ranavalona III. einen Vertrag, der den Franzosen das Protektorat über die Bucht, das Umland und die Inseln Nosy Be sowie Ste. Marie de Madagascar übertrug. Nach der vollständigen Übernahme Madagaskars durch Frankreich wurde das Gebiet 1896 der Verwaltung der gesamten Insel unterstellt.
In der Folgezeit wurde Diégo-Suarez eine der wichtigsten Basen der französischen Marine im Indischen Ozean. Während des Russisch-Japanischen Krieges plante das Zweite Pazifik-Geschwader der Kaiserlich Russischen Marine hier 1904 auf dem Weg nach Tsushima Halt zu machen, wurde aber nach Nosy Be umgeleitet.
Nach dem französischen Zusammenbruch im Juni 1940 blieb die französische Verwaltung in den Händen Vichy-treuer Kräfte und schloss sich nicht de Gaulles Freiem Frankreich an. Es gab seitens der Alliierten die Befürchtung, Japan könnte es gelingen, die Flottenbasis unter seine Kontrolle zu bringen, weshalb Diégo-Suarez im Mai 1942 von britischen Truppen besetzt wurde (Operation Ironclad). Tatsächlich kam es jedoch lediglich am 30. Mai 1942 zu einem Angriff japanischer Kleinst-U-Boote, die das britische Schlachtschiff Ramillies beschädigten. Weitere Ereignisse blieben jedoch aus. Die Briten übergaben den Ort 1946 wieder an Frankreich.
Nach der Unabhängigkeit Madagaskars 1960 verlor der Hafen seine ursprüngliche Bedeutung, zunächst nutzen ihn die französischen Streitkräfte weiterhin bis zum Juni 1974. Heute ist er der drittgrößte Hafen des Landes und verfügt über einen 300-Meter Liegeplatz und zwei Ladekräne.
2018 wurde auf dem Forum on China–Africa Cooperation in Peking zwischen der madagassischen Regierung und der China Road and Bridge Corporation eine Absichtserklärung über den Bau eines großen Hafens in der Nähe von Antsiranana unterzeichnet.
Die Stadt gehört zu den madegassischen Touristenzielen und wird von Kreuzfahrtschiffen (z. B. aus der „AIDA“-Reihe) angelaufen. Mit ihren teilweise großen Steinhäusern aus der Kolonialzeit, der farbenfrohen Fassadenbemalung und den im Vergleich passabel sauber gehaltenen Straßen bietet sie eine angenehme Atmosphäre, die sie von anderen Städten in Madagaskar unterscheidet.

## Klimatabelle
|                       | Jan  | Feb  | Mär  | Apr  | Mai  | Jun  | Jul  | Aug  | Sep  | Okt  | Nov  | Dez  |   |      |
| Mittl. Tagesmax. (°C) | 31,2 | 31,5 | 32,1 | 32,3 | 31,9 | 30,6 | 29,6 | 29,3 | 29,7 | 30,5 | 31,5 | 32,1 | ⌀ | 31   |
| Mittl. Tagesmin. (°C) | 24,0 | 23,9 | 24,3 | 24,1 | 23,3 | 21,9 | 21,1 | 21,0 | 21,4 | 22,4 | 23,6 | 24,1 | ⌀ | 22,9 |
|                       |      |      |      |      |      |      |      |      |      |      |      |      |   |      |
| Niederschlag (mm)     | 291  | 278  | 191  | 48   | 12   | 17   | 19   | 17   | 9    | 14   | 56   | 142  | Σ | 1094 |
|                       |      |      |      |      |      |      |      |      |      |      |      |      |   |      |
| Sonnenstunden (h/d)   | 6,0  | 6,2  | 6,8  | 8,5  | 9,3  | 8,7  | 8,7  | 9,3  | 9,8  | 10,1 | 9,5  | 7,6  | ⌀ | 8,4  |
|                       |      |      |      |      |      |      |      |      |      |      |      |      |   |      |
| Regentage (d)         | 16   | 15   | 12   | 6    | 4    | 3    | 4    | 4    | 2    | 3    | 5    | 10   | Σ | 84   |
|                       |      |      |      |      |      |      |      |      |      |      |      |      |   |      |
| Luftfeuchtigkeit (%)  | 79   | 92   | 81   | 76   | 70   | 68   | 66   | 66   | 66   | 65   | 71   | 76   | ⌀ | 72,9 |

| 24,0 |

| 23,9 |

| 24,3 |

| 24,1 |

| 23,3 |

| 21,9 |

| 21,1 |

| 21,0 |

| 21,4 |

| 22,4 |

| 23,6 |

| 24,1 |

| 24,0 |

| 23,9 |

| 24,3 |

| 24,1 |

| 23,3 |

| 21,9 |

| 21,1 |

| 21,0 |

| 21,4 |

| 22,4 |

| 23,6 |

| 24,1 |

## Verkehr

### Innerstädtisch

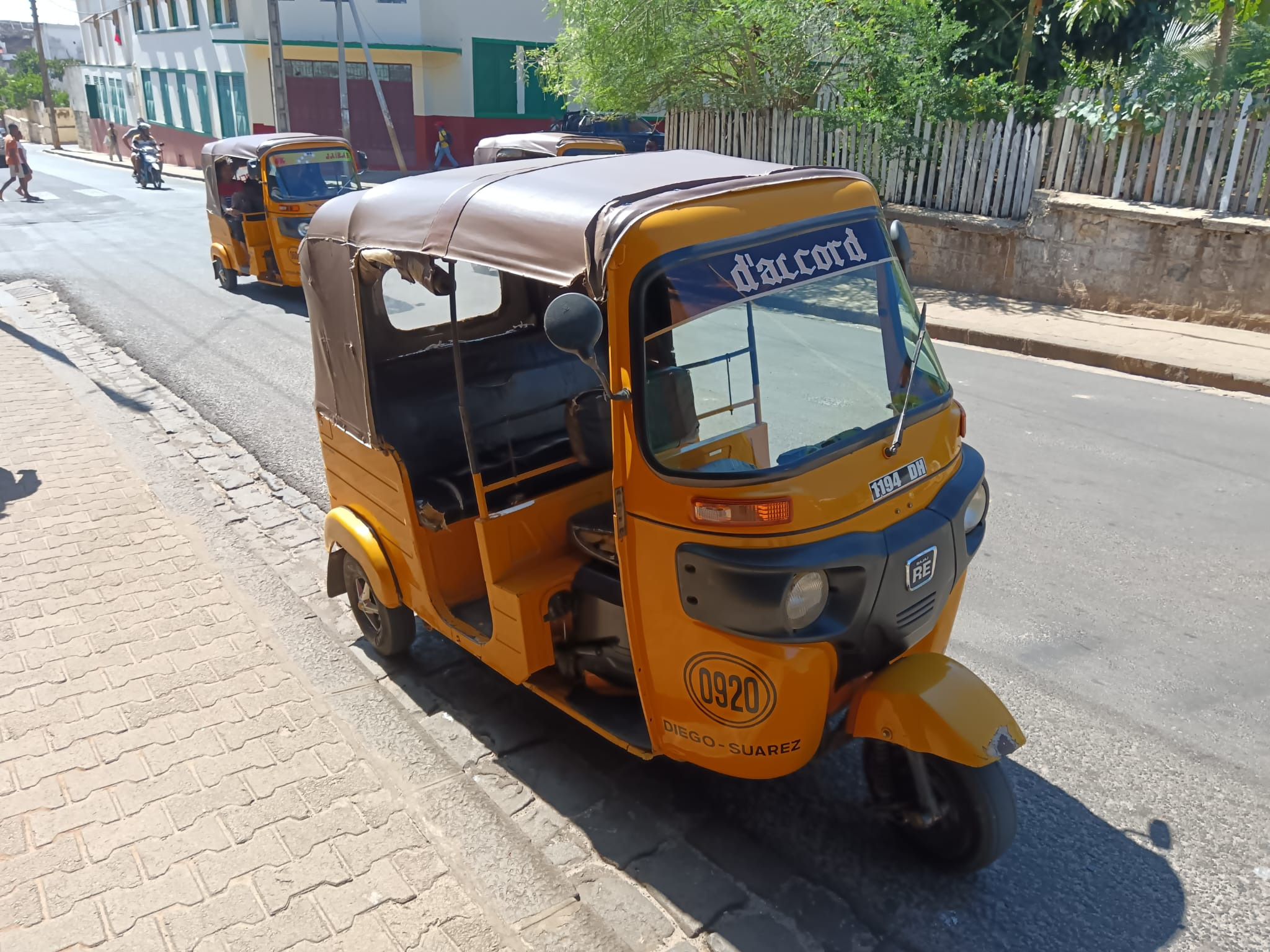
Ein Tuk-Tuk oder Bajaj.

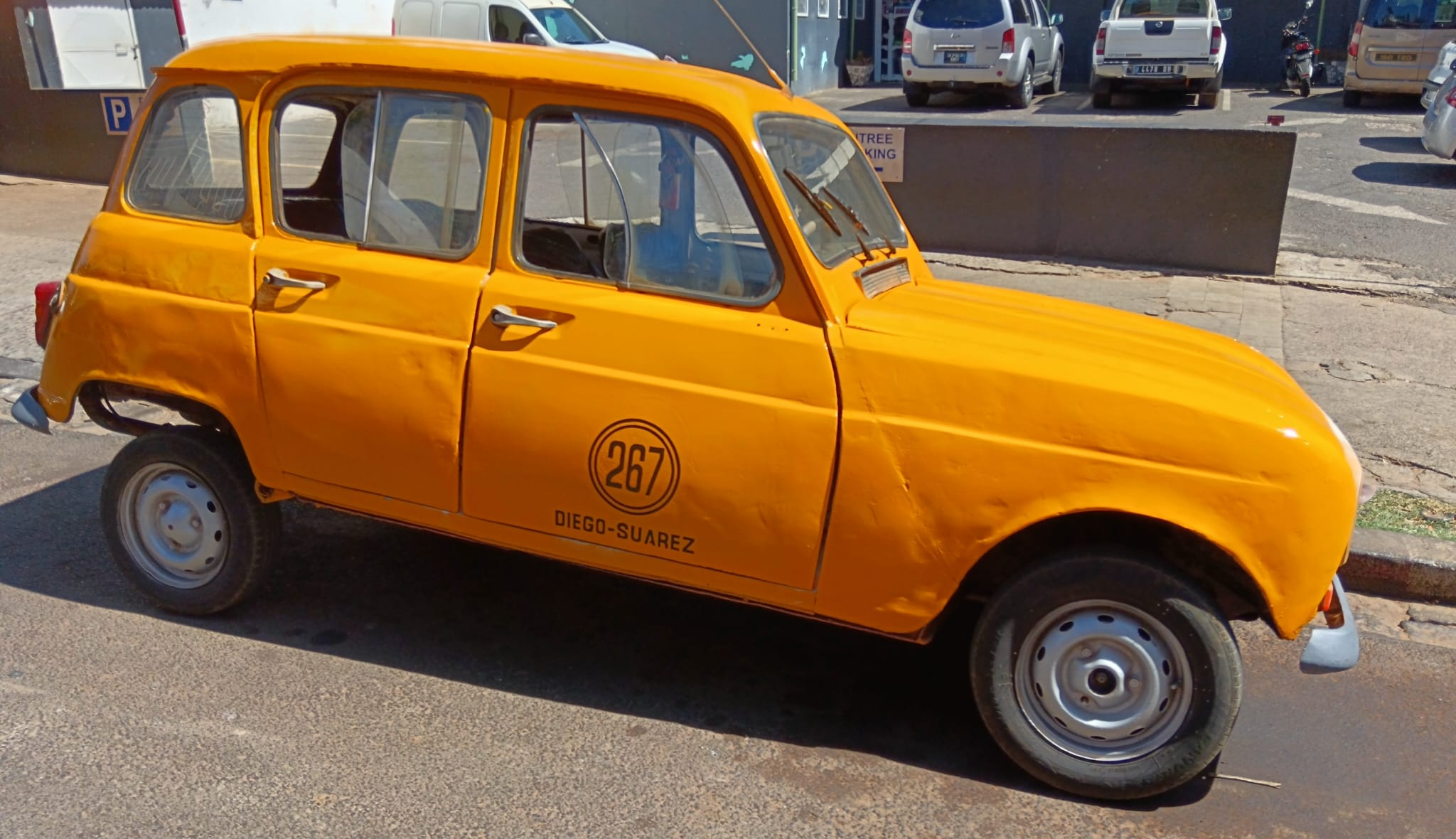
Renault 4 als Taxi.

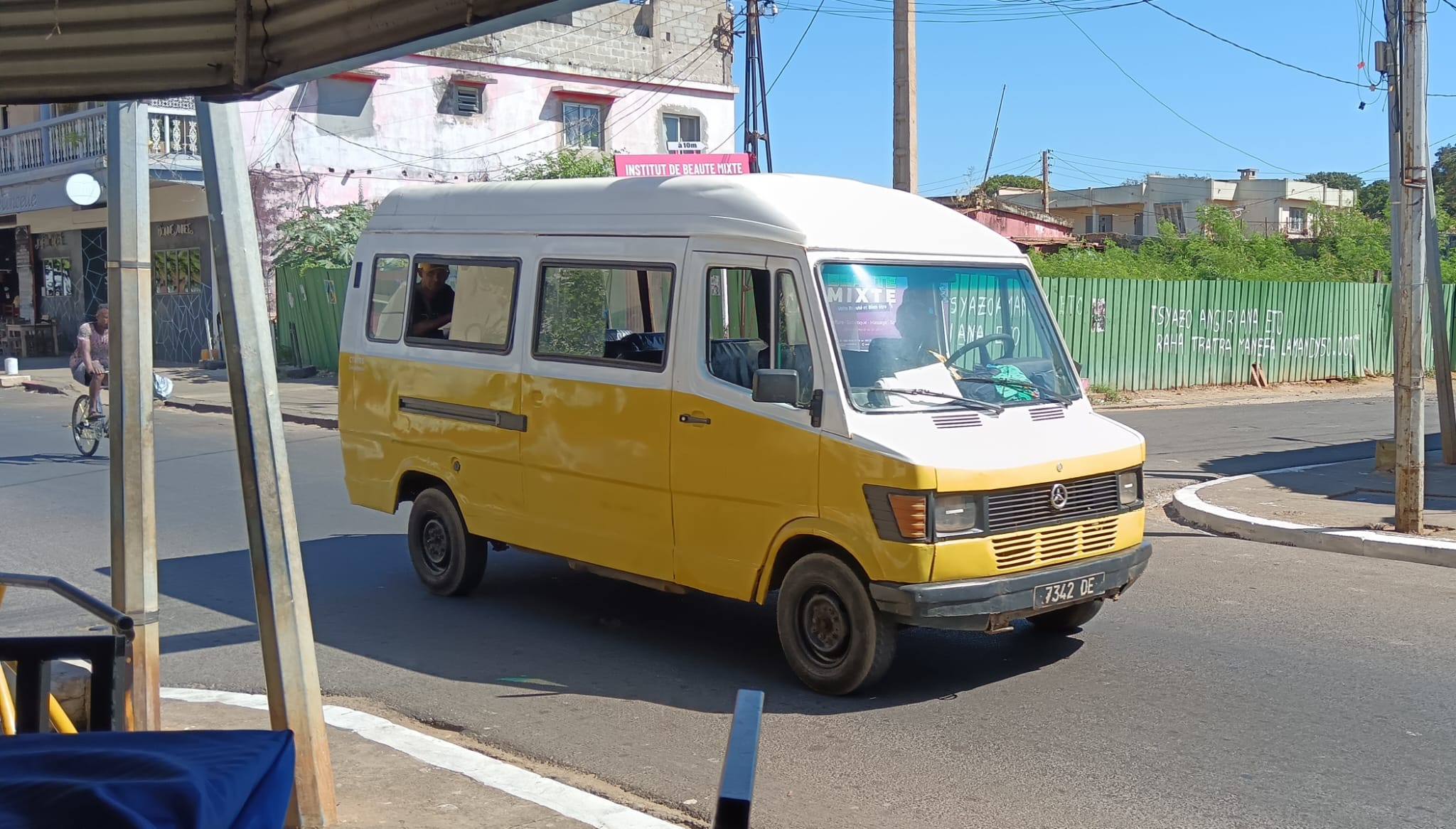
Bremer Transporter (MB T1) als Sammeltaxi.

Alle Fahrzeuge des Personennahverkehrs sind in privater Hand und an der sonnengelben Lackierung und einer auf die Karosserie aufgebrachten Nummer zu erkennen. Es gibt sehr viele – dreirädrige – Tuk-Tuks, die hier nach dem indischen Hersteller Bajaj genannt werden (Fahrpreis 1.000 Ariary = etwa 20 Cent pro Person und Strecke), und einige Taxis; diese sind zu einem Gutteil alte Renault 4. Es verkehren auch alte Kleinbusse der Marke Mercedes-Benz auf mehreren Linien; es handelt sich dabei um Bremer Transporter, Düsseldorfer Transporter (DüDo) und Sprinter. Im Unterschied zu anderen madagassischen Städten gibt es keine Fahrradrikschas. Ein öffentlicher Personennahverkehr existiert nicht.
Waren werden mitunter noch mit klassischen zu Fuß gezogenen Rikschas befördert. Geschobene vierrädrige Handkarren wie etwa in Toamasina/Tamatave werden nicht verwendet.

### Über Land
Wie sonst auch in Madagaskar stellen die taxi-brousse das Rückgrat der Beförderung von Personen und kleineren Warenmengen über Land dar. Größere Warenmengen werden hauptsächlich mittels LKW transportiert. Dies ist dem Umstand geschuldet, dass es im Norden Madagaskars keinerlei Bahnlinien gibt.

### Seeweg
Obwohl der Hafen von Diégo der drittgrößte bzw. -wichtigste nach Toamasina/Tamatave und Mahajanga/Majunga ist, spielt er nur beim Import aus dem Ausland eine gewisse Rolle. National produzierte Güter erreichen die Stadt hauptsächlich auf dem Landweg.

### Luftweg
Über den am südlichen Stadtrand an der RN 6 gelegenen Flughafen Arrachart ist die Stadt mit der Hauptstadt Antananarivo und mit den französischen Überseedepartements Réunion und Mayotte verbunden.